# Radio 2 Social Club
Radio 2 Social Club è un programma radiofonico e televisivo italiano in onda dal 2010 su Rai Radio 2 e dal 2019 su Rai 2, con la conduzione di Luca Barbarossa e Andrea Perroni, quest'ultimo sostituito, dal 16 settembre 2024, da Ema Stokholma.

## Il programma
Il programma, ambientato in un immaginario locale (da cui il titolo) dove si chiacchiera, si gioca e si fa musica, è un contenitore musicale nel quale si alternano uno o più ospiti per ciascuna puntata, intervistati dai conduttori e intervallati da performance live e intermezzi comici.
Sin dalla prima edizione è condotto da Luca Barbarossa, affiancato nel corso degli anni da svariati comici, quali Virginia Raffaele, Paola Minaccioni, Lucia Ocone, Adolfo Margiotta, Neri Marcorè e Andrea Perroni. Quest'ultimo ne è diventato co-conduttore insieme a Barbarossa stesso. Sempre quest'ultimo ha lasciato il programma nel 2024, venendo sostituito da Ema Stokholma.
Altra caratteristica del programma è la presenza della Social Band, composta da Claudio Trippa (chitarra e direzione musicale), Alessio Graziani (tastiere), Emanuele Ciampichetti (basso), Meki Marturano (batteria) e dall'autunno 2017,  dalla cantante Frances Alina Ascione, che accompagna dal vivo gli artisti ospiti. Dal settembre 2022 Muzio Marcellini  (tastiere) e da settembre 2023 Alessio Graziani (tastiere).

## Messa in onda
Dal 2010 al 2015 il programma viene trasmesso nel fine settimana dalle 11:00 alle 12:30 (nell'edizione 2014-2015 dalle 11:30 alle 13:00), mentre dal 2015 diventa giornaliero, dal lunedì al venerdì, dalle 10:35 alle 12:00 (fatta eccezione per l'annata 2016-2017, trasmessa dalle 14:30 alle 16:00).
Dal 16 settembre 2019 il programma viene trasmesso in differita televisiva (il giorno successivo rispetto alla diretta radiofonica) su Rai 2, dal lunedì al venerdì, dalle 8:45 alle 10:00 circa. 
Dalla stagione 2022-2023 la puntata in differita televisiva del venerdì viene trasmessa il sabato e il lunedì viene sostituita dal "best of" trasmesso in radio il giorno precedente. Tuttavia dal 26 novembre successo la puntata “best of” viene trasmessa il sabato mentre quella del venerdì torna a essere trasmessa il lunedì.
Il 3 giugno 2023 su Rai 2 oltre all’appuntamento classico dalle 08:45 alle 10:00 è andato in onda eccezionalmente anche nel pomeriggio dalle 17:20 alle 17:50.
Anche il 5 settembre 2023 su Rai 2 è andato in onda una puntata ridotta dalle 17:20 alle 18:00 come riempitivo della programmazione a causa della fine anticipata del programma precedente, la partita di Italia - Svizzera.
Inoltre su Rai 2 va in onda anche ad orario variabile come riempitivo per il palinsesto dell’emittente.

### Curiosità
A differenza della versione radiofonica, mentre vengono trasmessi in radio i vari brani degli artisti che non sono ospiti durante il loro passaggio vengono trasmessi dei video tratti dalle teche Rai o vari video inerenti alla musica e al cinema. Quando vengono trasmessi in radio i brani degli artisti che sono ospiti invece di uno ne viene fatto vedere il video ufficiale (solitamente dell'ultimo brano uscito), a volte  anche incompleto mentre degli altri brani durante il loro passaggio in radio vengono trasmessi sempre video interni o esterni dalle teche Rai. Tuttavia da giugno 2023 vengono mandati i video ufficiali, a volte anche incompleti anche dei brani degli artisti che non sono ospiti, sia in vita che scomparsi.

## Spin-off

### Super Club
Dall'unione di Radio 2 SuperMax e Social Club è inoltre nato il programma televisivo Super Club, condotto da Max Giusti e Luca Barbarossa, in onda nel 2012 su Rai 2.

### Radio 2 Social Story
Nell’estate 2022 viene proposto, ogni domenica solamente su Rai 2 nella stessa fascia oraria del programma originale lo spin-off Radio 2 social story dedicato a un solo ospite mostrando una serie di video delle varie edizioni del programma originale che l’hanno visto protagonista.

### Radio 2 Social Christmas
Speciale natalizio andato in onda il 25 dicembre 2024 alle 23:00 su Rai 2 e  Rai Radio 2.

## Riconoscimenti
- 2020 - Premio Flaiano miglior programma radio[3]
- 2020 - Premio Biagio Agnes per la radio, «un programma fatto con passione e qualità da Luca Barbarossa e Andrea Perroni, 11 stagioni di grande successo e da più di un anno anche in TV»[4]